# Anouska Koster
Anouska Helena Koster (Zwaagwesteinde, 20 agosto 1993) è una ciclista su strada olandese che corre per il team Uno-X Pro Cycling. Nel 2016 ha vinto il titolo nazionale Elite in linea.

## Palmarès
- 2015 (Rabo-Liv Women Cycling Team, una vittoria)

Frauen Grand Prix Gippingen
- 2016 (Rabo-Liv Women Cycling Team, due vittorie)

Campionati olandesi, Prova in linea Elite
3ª tappa Ladies Tour of Norway (Svinesund > Halden)
- 2017 (WM3 Pro Cycling Team, tre vittorie)

2ª tappa Gracia-Orlová (Lichnov > Lichnov)
3ª tappa Giro del Belgio femminile (Geraardsbergen > Geraardsbergen)
Classifica generale Giro del Belgio femminile
- 2019 (Team Virtu Cycling, una vittoria)

4ª tappa Tour Cycliste Féminin International de l'Ardèche (Savasse > Montboucher-sur-Jabron)
- 2024 (Uno-X Mobility, una vittoria)

Kreiz Breizh Elites Féminin

### Altri successi
- 2015 (Rabo-Liv Women Cycling Team)

Classifica giovani Energiewacht Tour
- 2016 (Rabo-Liv Women Cycling Team)

Classifica giovani Ladies Tour of Qatar
Classifica a punti Ladies Tour of Norway
- 2017 (WM3 Pro Cycling Team)

Classifica a punti Gracia-Orlová
Classifica giovani Giro del Belgio femminile
- 2021 (Jumbo-Visma)

Classifica a punti Kreiz Breizh Elites Dames
Classifica scalatrici Holland Ladies Tour

## Piazzamenti

### Grandi Giri
- Giro d'Italia

2013: 92ª
2015: 30ª
2017: 37ª
2018: 65ª
2019: 61ª
2021: 39ª
2022: 16ª
2023: 22ª
2024: 44ª
- Tour de France

2023: 40ª
2024: 75ª

### Competizioni mondiali
- Campionati del mondo

Copenaghen 2011 - In linea Junior: 23ª
Doha 2016 - Cronosquadre: 8ª

### Competizioni europee
- Campionati europei

Olomouc 2013 - In linea Under-23: 23ª
Nyon 2014 - In linea Under-23: 5ª
Tartu 2015 - In linea Under-23: 4ª
Monaco di Baviera 2022 - In linea Elite: 43ª